# 奠邊機場
奠边机场是一个位于越南奠边省奠边府市的民用机场。距离越中边境54公里、越老边境55公里，距离奠边府市市区4公里、首都河内287公里。1954年奠邊府戰役即於此機場四周展開進行戰鬥，目前提供少量的国内航线，近年来越南政府已经开始扩建投资该机场。。

## 航線與目的地
| 航空公司 | 目的地         |
| -------- | -------------- |
| 越南航空 | 河内           |
| 越捷航空 | 胡志明市、河内 |